# Cryptopone nicobarensis
Cryptopone nicobarensis är en myrart som beskrevs av Auguste-Henri Forel 1905. Cryptopone nicobarensis ingår i släktet Cryptopone och familjen myror. Inga underarter finns listade i Catalogue of Life.